# والي تايلور (لاعب كرة قدم)
والي تايلور (بالإنجليزية: Wally Taylor)‏ هو لاعب كرة قدم أمريكي، ولد في 1864 في كوفينغتون في الولايات المتحدة، وتوفي في 10 نوفمبر 1922. لعب مع مونتريال رويالز ‏.